# 路易·布朗
路易·布朗（法語：Louis Jean Joseph Charles Blanc，1811年10月29日—1882年12月6日）是一名法国政治学家和历史学家，法兰西第二共和国时期社会主义政治家。二月革命后，他曾短暂进入临时政府，致力于建立缩短劳动时间的的国立工厂。不过，他在1848年的选举当中失利。法国巴黎地铁7号线支线的路易·布朗站即以他的名字命名。
路易·布朗生于没落贵族家庭。当过新闻记者。1840年写成《劳动组织》一书，主张依靠国家帮助，建立工人生产合作社，组织“社会工场”来改造资本主义社会，反对革命斗争，反对建立无产阶级专政。1848年二月革命后，参加临时政府，任劳动委员会主席，主张劳资合作。巴黎六月起义时，要求工人放下武器。起义失败后逃往英国。1870年回国后，当选为国民议会议员，反对巴黎公社、第一国际。著有《十年史，1830—1840》、《法国革命史》等。